# تايلور فليتشير
تايلور فليتشير (بالإنجليزية: Taylor Fletcher)‏ هو متزحلق نوردي مزدوج أمريكي، ولد في 11 مايو 1990 في ستيمبوت سبرينغز في الولايات المتحدة.

## وصلات خارجية
- تايلور فليتشير على موقع الاتحاد الدولي للتزلج (القفز التزلجي) (الإنجليزية)
- تايلور فليتشير على موقع الاتحاد الدولي للتزلج (التزلج النوردي المزدوج) (الإنجليزية)
- تايلور فليتشير على موقع اللجنة الأولمبية الدولية (الإنجليزية)
- تايلور فليتشير على موقع أوليمبيديا (الإنجليزية)
- تايلور فليتشير على موقع اللجنة الأولمبية والبارالمبية الأمريكية (الإنجليزية)